# San Blas (métro de Madrid)
Pour les articles homonymes, voir San Blas et Blas.
San Blas est une station de la ligne 7 du métro de Madrid, en Espagne. Elle est établie sous la rue de Pobladura del Valle, entre les quartiers d'Arcos et d'Hellín, de l'arrondissement de San Blas-Canillejas.

## Situation sur le réseau
La station se situe entre Simancas à l'ouest, en direction de Pitis, et Las Musas au sud-est, en direction d'Estadio Metropolitano.

## Histoire
La station est ouverte aux voyageurs le 17 juillet 1974, lors de la mise en service de la première section de la ligne 7 entre Pueblo Nuevo et Las Musas.

## Services aux voyageurs

### Accès et accueil
La station possède deux accès équipés d'escaliers et d'escaliers mécaniques, mais sans ascenseur.

### Intermodalité
La station est en correspondance avec les lignes d'autobus n°48 et 165 du réseau EMT.

## À proximité
Le Centre sportif municipal de San Blas est situé à proximité de la station.